# 1950 год в кино

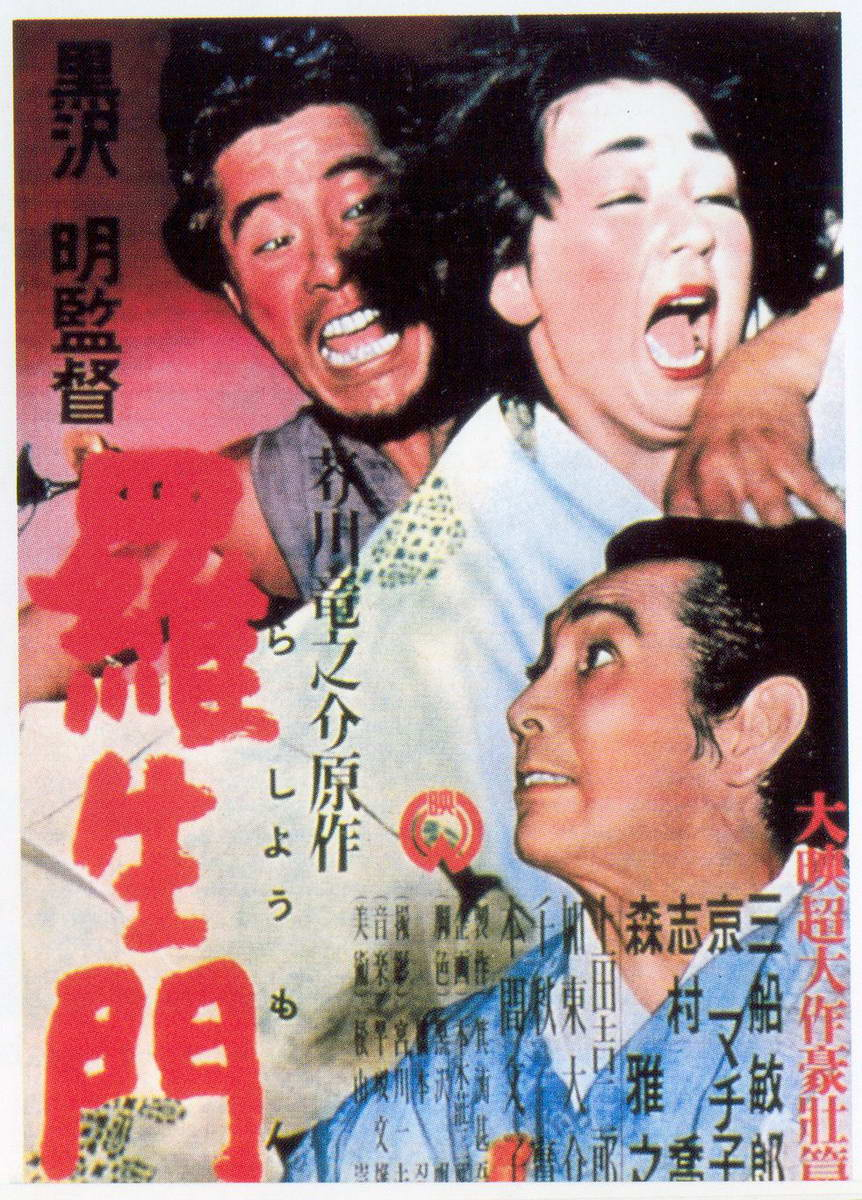
фильм «Расёмон»

## Фильмы

### Мировое кино
- «Адемай на пограничном посту»/Adémaï au poteau-frontière, Франция (реж. Поль Коллин)
- «Асфальтовые джунгли»/The Asphalt Jungle, США (реж. Джон Хьюстон)
- «Без ума от оружия»/Gun Crazy, США (реж. Джозеф Льюис)
- «Бульвар Сансет»/Sunset Blvd, США (реж. Билли Уайлдер)
- «В укромном месте»/In a Lonely Place, США (реж. Николас Рэй)
- «Винчестер 73»/Winchester '73, США (реж. Энтони Манн)
- «Всё о Еве»/All About Eve, США (реж. Джозеф Лео Манкевич)
- «Дневник сельского священника»/Journal d’un curé de campagne, Франция (реж. Робер Брессон)
- «Его величество мсье Дюпон»/Sa majesté Monsieur Dupont, Франция (реж. Алессандро Блазетти)
- «Забытые»/Los olvidados, Мексика (реж. Луис Буньюэль)
- «Золушка»/Cinderella, мультфильм, США (реж. Уилфред Джексон, Гамильтон Ласки, Клайд Джероними)
- «Красота дьявола»/La Beauté du diable, Франция (реж. Рене Клер)
- «Мёртв по прибытии»/D.O.A., США (реж. Рудольф Мате)
- «Место назначения — Луна»/Destination Moon, (реж. Ирвинг Пичел)
- «Министерство труда»/Quai de Grenelle, Франция (реж. Эмиль Э. Рейнерт)
- «Неаполь-миллионер»/Napoli milionaria, Италия (реж. Эдуардо Де Филиппо)
- «Огни варьете» /Luci del Varietà, Италия (реж. Альберто Латтуада и Федерико Феллини)
- «Орфей»/Orphée, Франция (реж. Жан Кокто)
- «Отец невесты»/Father of the Bride, США (реж. Винсент Минелли)
- «Расёмон»/羅生門, Япония (реж. Акира Куросава)
- «Ракета Х-М»/Rocketship X-M, США (реж. Курт Ньюманн)
- «Рио-Гранде»/Rio Grande, США (реж. Джон Форд)
- «Скандал»/醜聞, Япония (реж. Акира Куросава)
- «Соломенный любовник»/L’Amant de paille, Франция (реж. Жиль Гранжи)
- «Страх сцены»/Stage Fright, США (реж. Альфред Хичкок)
- «Стеклянный замок»/Le Château de verre, Франция (реж. Рене Клеман)
- «Тото ищет жену» /Toto cerca moglie, Италия (реж. Карло Людовико Брагальи)
- «Харви» /Harvey, США (реж. Генри Костер)

### Советское кино

#### ФильмыАзербайджанской ССР
- Огни Баку, (реж. Иосиф Хейфиц, Александр Зархи, Рза Тахмасиб).

#### ФильмыРСФСР
- «Далеко от Москвы», (реж. Александр Столпер)
- «Жуковский», (реж. Дмитрий Васильев, Всеволод Пудовкин)
- «Заговор обречённых», (реж. Михаил Калатозов)
- «Кавалер Золотой Звезды», (реж. Юлий Райзман)
- «Мусоргский», (реж. Григорий Рошаль)
- «Секретная миссия», (реж. Михаил Ромм)
- «Смелые люди», (реж. Константин Юдин)

#### ФильмыУССР
- «В мирные дни», (реж. Владимир Браун)
- «Щедрое лето», (реж. Борис Барнет)

## Лидеры проката в СССР
- «Смелые люди», («Мосфильм», реж. Константин Юдин) — 41,2 млн. зрителей.
- «Секретная миссия», («Мосфильм», реж. Михаил Ромм) — 4 место, 24.2 млн. зрителей.
- «В мирные дни», («Киевская к/с», реж. Владимир Браун) — 23,5 млн. зрителей.
- «Кавалер Золотой Звезды», («Мосфильм», реж. Юлий Райзман) — 21,5 млн. зрителей.
- «Щедрое лето», («Киевская к/с», реж. Борис Барнет) — 20,9 млн. зрителей.
- «Заговор обречённых», («Мосфильм», реж. Михаил Калатозов) — 19,2 млн. зрителей.

## Персоналии

### Родились
- 23 января — Ричард Дин Андерсон, американский актёр.
- 24 января — Даниэль Отёй, французский актёр.
- 12 февраля — Майкл Айронсайд, канадский киноактёр, актёр озвучивания, продюсер, режиссёр и сценарист.
- 14 февраля — Вилько Филач, словенский кинооператор.
- 10 мая — Наталья Бондарчук, советская и российская актриса, кинорежиссёр, сценарист.
- 12 мая — Гэбриэл Бирн, ирландский актёр театра, кино и телевидения.
- 20 мая — Леонид Володарский, российский переводчик (широкую известность приобрёл благодаря переводам видеофильмов).
- 17 июня — Ли Тамахори, новозеландский кинорежиссёр.
- 21 сентября — Билл Мюррей, американский актёр.
- 18 ноября — Ёсиаки Кавадзири, японский режиссёр аниме, аниматор, сценарист.
- 11 декабря — Александр Татарский, режиссёр анимационного кино, художник, продюсер.

### Скончались
- 2 января — Эмиль Яннингс, немецкий актёр и продюсер.
- 22 января — Коринн Люшер, французская актриса.